# Aloe macra
Aloe macra é uma espécie de liliopsida do gênero Aloe, pertencente à família Asphodelaceae.